# 星の都
『星の都』（ほしのみやこ）は、シドの2ndアルバム。2005年11月16日発売。

## 概要
- 初回限定盤、通常盤の2タイプで販売された。
- 濃いメイクをしていた頃の中で最後にリリースされたCDである。
- 初回限定盤デジパック仕様はピクチャーレーベル仕様となっており、全4種類(各メンバーのソロショット)である。
- 映像のみしかなかった「アリバイ」「微熱」も収録されている。

## 収録曲
1. 林檎飴
｢ライブハウスツアー「いちばん好きな場所2010」スペシャル公演-ペア限定リクエストカウントダウンLIVE-｣ 9位
2. アリバイ
DVDシングル「paint pops」収録曲。歌詞に「久留米駅」や「一番街」といった、福岡県の地名が出てくる。
3. キャラメル
｢ライブハウスツアー「いちばん好きな場所2010」スペシャル公演-ペア限定リクエストカウントダウンLIVE-｣ 7位（必要悪と同率）
当時、「憐哀 -レンアイ-」からファンになった人の間では、「賛否両論」だったらしい[2]。
4. 合鍵 -unplugged ver.-
DVDシングル「paint pops」収録曲。シングルヴァージョンとは異なり、ピアノで演奏されている（ヴォーカルの取り直しは行っていない）。
5. 星の都
ゆうや作曲の楽曲で最初の採用曲。
6. エール
人気が高く、ライヴでも演奏されることが多い。
7. Sweet?
1stシングル。表記はされていないがアルバムバージョンとなっており、ギターソロを短縮してフェードアウトをしないフィニッシュを採用している。
8. 微熱
DVDシングル「paint pops」収録曲。ライヴの最後にダブルアンコール曲として演奏されることが多く、LIVEDVD「SIDNAD Vol.3〜TOUR 2008 センチメンタルマキアート〜」「SIDNAD Vol.6 〜LIVE 2010〜」にもその様子が収録されている。

## 収録内容
| 全作詞: マオ。 |                           |            |           |                        |      |
| #              | タイトル                  | 作詞       | 作曲      | 編曲                   | 時間 |
| 1.             | 「林檎飴」                | マオ [ 2 ] | しんぢ    | シド & Sakura          | 3:40 |
| 2.             | 「アリバイ」              | マオ [ 2 ] | しんぢ    | Masanori Sasaji & シド | 4:02 |
| 3.             | 「その代償」              | マオ [ 2 ] | しんぢ    | シド & Sakura          | 4:25 |
| 4.             | 「キャラメル」            | マオ [ 2 ] | 御恵明希  | シド & Sakura          | 4:57 |
| 5.             | 「合鍵 -unplugged ver.-」 | マオ [ 2 ] | 御恵明希  | Sakura                 | 4:51 |
| 6.             | 「星の都」                | マオ [ 2 ] | ゆうや    | シド & Sakura          | 3:55 |
| 7.             | 「エール」                | マオ [ 2 ] | 御恵明希  | シド & Sakura          | 3:25 |
| 8.             | 「Sweet?」                | マオ [ 2 ] | 御恵明希  | シド & Sakura          | 4:04 |
| 9.             | 「依存の庭」              | マオ [ 2 ] | 御恵明希  | シド & Sakura          | 3:52 |
| 10.            | 「刺と猫」                | マオ [ 2 ] | 御恵明希  | シド & Sakura          | 3:37 |
| 11.            | 「微熱」                  | マオ [ 2 ] | 御恵明希  | Akira Nishihira & シド | 4:20 |
| 合計時間:      | 合計時間:                 | 合計時間:  | 合計時間: | 45:08                  |      |